# 哥达县
哥达县（Landkreis Gotha）是德国图林根州中西部的一个县，县治哥达。

## 地理
哥达县北面与翁斯特鲁特-海尼希县，东北面与瑟默达县，东面与埃尔福特市，东南面与伊尔姆县，西南面与施马卡尔登-迈宁根县，西面与瓦尔特堡县相邻。